# No Limits
A No Limits vagy No Limits!  a holland eurodance együttes, a 2 Unlimited második stúdióalbuma, mely 1993. május 10-én jelent meg. Az albumról 5 kislemezt másoltak ki, melyből a No Limit című dal lett kiemelkedően sikeres, mely számos országban 1. helyezett lett a slágerlistákon. Az album számos országban platina lett.

## Előzmények
A duó 1992-ben debütált Get Ready! című albumával, melyről 4 kislemezt jelentettek meg, azonban az album nem volt túl sikeres, csupán a 37. helyig jutott az Egyesült Királyságban. A duó 2. stúdióalbuma azonban meghozta a várva várt sikert számukra.
1992 végén a csapatnak még mindig nem sikerült a nagy nemzetközi áttörés. Ezt csupán a No Limit című 1993-ban megjelent dalukkal tudták túlszárnyalni, mely az Egyesült Királyság kislemezlistájának élére került, és öt hétig volt listavezető. Februárban még Whitney Houston I Will Always Love You című dala vezette a listát. Végül a dal megjelenése azt eredményezte, hogy a dalból készült egy paródia is a Spitting Image című show-műsorba. A Tribal Dance a 2. kimásolt kislemez volt az albumról, ez 1993 májusában jelent meg.

## Az album címe, és a borító
A duó összes stúdióalbumához hasonlóan az album címe is az első kimásolt kislemez címéből adódott. Az egyesült királyságbeli borító eltért az Európai változattól. Ezt Julian Barton és David Howells tervezte. Az első albumukon több instrumentális változat is hallható volt a 2. albumukhoz képest, melyen Ray és Anita szerepeltek a borítón.

## A dalok születése
Az első debütáló albumra Wilde és de Coster írta a dalokat, azonban a No Limits című albumukon már Ray és Anita is részt vett a dalok megírásában. Anita hét, míg Ray tíz dalt írt az albumra.
Mivel a brit PWL lemezkiadó elégedetlen volt Ray Slijngaard rap betétjeivel, az album brit változatában ezeket hangszeres betétekkel egészítették ki.

## Az album dalai
| #   | Cím                                                                           | Hossz |
| --- | ----------------------------------------------------------------------------- | ----- |
| 1.  | "No Limit"                                                                    | 3:44  |
| 2.  | "Tribal Dance"                                                                | 4:31  |
| 3.  | "Mysterious"                                                                  | 4:23  |
| 4.  | "Faces"                                                                       | 3:48  |
| 5.  | "Maximum Overdrive"                                                           | 3:58  |
| 6.  | "The Power Age"                                                               | 3:59  |
| 7.  | "Break The Chain"                                                             | 3:49  |
| 8.  | "Kiss Me Bliss Me"                                                            | 3:52  |
| 9.  | "Throw The Groove Down"                                                       | 4:18  |
| 10. | "R.U.O.K."                                                                    | 4:11  |
| 11. | "Let The Beat Control Your Body"                                              | 4:02  |
| 12. | "Invite Me To Trance"                                                         | 4:07  |
| 13. | "Where Are You Now"                                                           | 5:01  |
| 14. | "Shelter For A Rainy Day"                                                     | 5:15  |
| 15. | "Get Ready For This (Wilde Mix)" Bonus track a kontinentális változaton       | 5:59  |
| 16. | "No Limit (Automatic Breakbeat Remix)" Bonus track a kontinentális változaton | 4:48  |

## Slágerlistás helyezések
| Lista              | Dátum            | Csúcshelyezés | Minősítés |
| ------------------ | ---------------- | ------------- | --------- |
| Egyesült Királyság | 1993. május      | 1             |           |
| Hollandia          | 1993. május 22.  | 1             | Platina   |
| Norvégia           | 1993. június     | 2             |           |
| Svájc              | 1993. június 6.  | 3             | Platina   |
| Ausztria           | 1993. június 30. | 3             |           |
| Svédország         | 1993. június 2.  | 3             |           |
| Írország           | 1993. május      | 1             |           |
| Japán              | 1993. május      | 17            |           |

### Kislemezek
| Év   | Cím                              | UK  | NL | D   | CH  | A   | E   | FR  | ÍRL | S   | N  | USA | CAN | J | AU  | NZ  |
| ---- | -------------------------------- | --- | -- | --- | --- | --- | --- | --- | --- | --- | -- | --- | --- | - | --- | --- |
| 1993 | "No Limit"                       | #1  | #1 | #2  | #1  | #1  | #1  | #1  | #1  | #1  | #1 | —   | #1  | — | #7  | #40 |
| 1993 | "Tribal Dance"                   | #4  | #2 | #2  | #2  | #3  | #1  | #4  | #2  | #2  | #4 | —   | #7  | — | #5  | #38 |
| 1993 | "Faces"                          | #8  | #2 | #8  | #19 | #10 | #4  | #16 | #7  | #11 | —  | —   | —   | — | #54 | —   |
| 1993 | "Maximum Overdrive"              | #15 | #5 | #16 | #23 | #13 | #2  | #35 | #11 | #18 | —  | —   | —   | — | #32 | —   |
| 1994 | "Let The Beat Control Your Body" | #6  | #2 | #8  | #11 | #11 | #10 | #10 | #6  | #11 | —  | —   | —   | — | #39 | #29 |

## Az albumon közreműködő személyek
- Phil Wilde
- Jean-Paul de Coster
- Ray Slijngaard
- Anita Dels
- Filip Martens
- Xavier de Clayton
- Peter Bauwens
- Michael Leahy
- Jan Voermans
- Bieman